# Linia kolejowa nr 892
Linia kolejowa nr 892 Tarnowskie Góry TGE – Tarnowskie Góry TGE – zelektryfikowana jednotorowa linia zlokalizowana na stacji w Tarnowskich Górach Dawniej linia łączyła stację Miasteczko Śląskie i posterunek odgałęźny Gosek. Linia kolejowa nosiła numer 682, który został później nadany innej łącznicy kolejowej. 
Linia została otwarta 8 lutego 1943 roku. W 1972 roku ruch na trasie zawieszono. W późniejszym okresie została fizycznie zlikwidowana. W ramach prac na linii kolejowej nr 182 łącznica została odbudowana oraz zelektryfikowana.